# 日本航空機集団食中毒事件
日本航空機食中毒事件（にほんこうくうきしょくちゅうどくじけん）とは、1975年2月3日に日本航空のチャーター機内で発生した集団食中毒事件である。この事件は、民間航空機史上最大の集団食中毒である。 事件後、機内食の責任者であった職員が自殺した。

## 飛行の詳細
事件は日本航空の保有するボーイング747の機内で発生した。当該機はボーイング747-100またはボーイング747-200Bであると言われている。
このチャーター便には344人の乗客と20人の乗員が搭乗しており、乗客の大半がコカ・コーラ社の日本人社員とその家族であった。

## 事件の概要
このチャーター便は東京国際空港からアラスカのアンカレッジ国際空港・デンマークのコペンハーゲン空港を経由してフランスのシャルル・ド・ゴール国際空港へ向かっていた。
コペンハーゲン到着予定の90分前にハム入りオムレツが朝食として提供された。それから約1時間後、コペンハーゲン到着間際になって196名の乗客と1名の客室乗務員の計197人が吐き気・嘔吐・下痢・腹部痙攣の症状を訴えた。144人が重症であり、うち30人はさらに危険な状態だった。その他53人も緊急治療室で処置を受けた。
デンマークの医師達は日本語を話せず、乗員乗客もデンマーク語を話せなかった。そのため、現地レストランの日本語が話せるスタッフが通訳として病院に呼ばれ、対応にあたった。

## 調査・原因
アメリカ公衆衛生局の役員である、アラスカ州保健局のミッキー・S・アイゼンバーグを中心に調査がすすめられた。
乗客の便や吐瀉物、および残った33食分のハム入りオムレツから、黄色ブドウ球菌が検出された。また、ハムからブドウ球菌によって生成される毒素の上昇が検出され、潜伏期間が非常に短かった理由が明らかになった。その後、食事のケータリングを担当していた当時の日本航空子会社であるインターナショナル・インフライト・ケータリング・カンパニーを調査したところ、調理を担当した3名のうち1名が右手人差し指と中指に傷がありそこから菌が混入したことがわかった。
機内には4箇所の調理場がありそこから機内食が提供されていた。アイゼンバーグの調べによると、感染した調理担当者は3箇所の調理場で食事の用意をしており、ファーストクラス用の40食およびエコノミークラスの190食の合計220食の調理を担当していたことがわかった。また、指先に包帯を巻いていたにもかかわらず、調理担当者は上司への報告を行わなかった上、管理者も健康状況の確認を怠っていたことが判明した。

## 事件のその後
被害にあった乗客のほとんどは数日で退院した。
また、事件から1週間後に現地機内食責任者であるアンカレッジ支社の50代男性支社長が事件の責任をとりアンカレッジ宿舎内で拳銃自殺を遂げた。この事件で唯一の死者である。